# Pa Dembo Touray
Pa Dembo Touray (uttal som franska Touré), född den 31 mars 1980 i Bakau, Gambia, är en gambisk före detta fotbollsmålvakt och numera målvaktstränare. Åren 2000-2011 spelade han för Djurgårdens IF.

## Karriär

### Djurgården
Touray värvades från Real de Banjul i Gambia till Djurgårdens IF inför säsongen 2000, då klubben spelade i Superettan. Det blev endast en match den säsongen. Inför säsongen 2001 var Djurgården tillbaka i Allsvenskan och klubben hade värvat Andreas Isaksson från Juventus. Touray lånades ut till Assyriska FF säsongerna 2001 och 2002. Säsongen 2003 var han tillbaka i Djurgården som andremålvakt bakom Isaksson, men stod i målet i lagets matcher i Svenska cupen. Inför säsongen därpå köpte klubben in Oskar Wahlström som ny andremålvakt bakom Andreas Isaksson. Touray lånades samtidigt ut till det norska laget Vålerenga IF säsongen 2004 med rätt att återkalla honom vid behov, och kom tillbaka till Djurgården i början av juli efter att klubben hade sålt Isaksson till franska Rennes någon vecka tidigare. Därefter blev Touray förstemålvakt i laget framför Wahlström.
I Djurgårdens 8-1-seger mot IF Elfsborg den 23 oktober 2005 fick Touray vara straffskytt vid 5-1-ledning i den 82:a minuten. Touray satte straffen och utökade därmed ledningen till 6-1.
Inför säsongen 2006 jämställdes Dembo med EU/ESS-medborgare, vilket innebar en större flexibilitet för laget Djurgården vid framtida laguttagningar då rådande EU-lag tillät maximalt 3 icke EU/ESS-medborgare i en matchtrupp. Vid jämställningens tidpunkt minskade lagets antal icke EU/ESS-medborgare från 3 till 2.
2007 var han Allsvenskans statistiskt fjärde bästa målvakt med en räddningsprocent på 80,8 procent.
I januari 2008 förlängde Dembo kontraktet med Djurgårdens IF till och med säsongen 2011.
Inför säsongen 2010 utsågs han till Djurgårdens nya lagkapten.
Inför säsongen 2011 tappade Dembo lagkaptensplatsen till förmån för Joel Riddez.
Sommaren 2011 stod det klart att Dembo skulle lämna klubben efter säsongen när kontraktet gick ut. Avskedsmatchen blev hemma på Stadion den 23 oktober 2011 mot Gefle och slutade 1-1. I den matchen spelade även klubbkamraten Mattias Jonson sin sista match.
Utöver SM-guld 2003 och 2005 var han med och vann svenska cupen 2004 och 2005.
Han blev även utnämnd till Årets Järnkamin 2006 och 2010 av Djurgårdens supportergrupp Järnkaminerna.

### Santos
Efter att kontraktet med Djurgården löpte ut anslöt Touray till den sydafrikanska klubben Santos den 1 februari 2012 som vid tillfället befann sig i den högsta divisionen. Touray stod i målet i 14 matcher under slutet av säsongen 2011–12, samt i kvalmatcherna för att behålla sin plats i högsta divisionen. Santos lyckades inte prestera tillräckligt bra i kvalet och spelade därför i den näst högsta divisionen säsongen 2012–13.
Dembo Touray spelade i Santos fram till sommaren 2015. Därefter flyttade han hem till Sverige och Stockholm, där hans barn bodde. Han avslutade samtidigt karriären som fotbollsmålvakt.

### Efter målvaktskarriären
2016 blev Touray målvaktstränare i division 3-laget IFK Lidingö. Under året började han även en verksamhet som spelaragent.
2017 tillträdde han en roll som målvaktstränare för Malmöklubben Prespa Birlik. 2020 flyttade han till FC Trelleborg, med samma roll där.

## Person
Touray har erhållit rykte som en gladlynt och skämtsam person som lättar upp stämningen i lägret. Han har kritiserats för tveksamma och misslyckade ingripanden på fotbollsplanen. Touray har hållit sig till engelska men under säsongen 2007 talade han svenska vid flera intervjuer[källa behövs]. Touray har ett barn med sin svenska fd. fru Marie[källa behövs].
Dembo blev känd för sina extremt långa målvaktsutkast. Han kunde kasta bollen in på motståndarens planhalva, vilket var användbart i snabba spelvändningar.
"Kamala Vesta" var en sång Dembo körde tillsammans med Djurgårdsklacken efter vinst (dock ursprungligen introducerad av Pierre Gallo) 

## Statistik

### Seriematcher / mål
| Klubb                | Säsong         | Liga                    | Liga | Liga | Cup | Cup | Europaspel | Europaspel | Övrigt | Övrigt | Totalt | Totalt |
| Klubb                | Säsong         | Division                | Ma   | Må   | Ma  | Må  | Ma         | Må         | Ma     | Må     | Ma     | Må     |
| -------------------- | -------------- | ----------------------- | ---- | ---- | --- | --- | ---------- | ---------- | ------ | ------ | ------ | ------ |
| Djurgårdens IF       | 2000           | Superettan              | 1    | 0    | 2   | 0   | -          | -          | -      | -      | 3      | 0      |
| Djurgårdens IF       | 2003           | Allsvenskan             | 0    | 0    | 3   | 0   | 0          | 0          | -      | -      | 3      | 0      |
| Djurgårdens IF       | 2004           | Allsvenskan             | 17   | 0    | 3   | 0   | 6          | 0          | 3      | 0      | 29     | 0      |
| Djurgårdens IF       | 2005           | Allsvenskan             | 26   | 1    | 1   | 0   | 2          | 0          | 2      | 0      | 31     | 1      |
| Djurgårdens IF       | 2006           | Allsvenskan             | 25   | 0    | 2   | 0   | 2          | 0          | 5      | 0      | 34     | 0      |
| Djurgårdens IF       | 2007           | Allsvenskan             | 26   | 0    | 0   | 0   | -          | -          | -      | -      | 26     | 0      |
| Djurgårdens IF       | 2008           | Allsvenskan             | 23   | 0    | 2   | 0   | 4          | 0          | -      | -      | 29     | 0      |
| Djurgårdens IF       | 2009           | Allsvenskan             | 25   | 0    | 1   | 0   | -          | -          | 2      | 0      | 28     | 0      |
| Djurgårdens IF       | 2010           | Allsvenskan             | 23   | 0    | 0   | 0   | -          | -          | -      | -      | 23     | 0      |
| Djurgårdens IF       | 2011           | Allsvenskan             | 29   | 0    | 2   | 0   | -          | -          | -      | -      | 31     | 0      |
| Djurgårdens IF       | Totalt         | Totalt                  | 195  | 1    | 16  | 0   | 14         | 0          | 12     | 0      | 237    | 1      |
| Assyriska FF (lån)   | 2001           | Superettan              | 29   | 0    | -   | -   | -          | -          | -      | -      | 29     | 0      |
| Assyriska FF (lån)   | 2002           | Superettan              | 30   | 0    | -   | -   | -          | -          | -      | -      | 30     | 0      |
| Assyriska FF (lån)   | Totalt         | Totalt                  | 59   | 0    | -   | -   | -          | -          | -      | -      | 59     | 0      |
| Vålerengens IF (lån) | 2004           | Tippeligaen             | 11   | 0    | -   | -   | -          | -          | -      | -      | 11     | 0      |
| Vålerengens IF (lån) | Totalt         | Totalt                  | 11   | 0    | -   | -   | -          | -          | -      | -      | 11     | 0      |
| Engen Santos         | 2011-12        | Premier Soccer League   | 14   | 0    | 2   | 0   | -          | -          | 4      | 0      | 20     | 0      |
| Engen Santos         | 2012-13        | National First Division | 28   | 0    | 1   | 0   | -          | -          | 3      | 0      | 32     | 0      |
| Engen Santos         | 2013-14        | National First Division | 8    | 0    | 2   | 0   | -          | -          | 0      | 0      | 10     | 0      |
| Engen Santos         | 2014-15        | National First Division | 2    | 0    | 0   | 0   | -          | -          | 0      | 0      | 2      | 0      |
| Engen Santos         | Totalt         | Totalt                  | 52   | 0    | 5   | 0   | -          | -          | 7      | 0      | 64     | 0      |
| Hela karriären       | Hela karriären | Hela karriären          | 317  | 1    | 21  | 0   | 14         | 0          | 19     | 0      | 371    | 1      |

### Placering i Allsvenskans målvaktsliga
| Allsvenskan säsong | Placering | Räddnings- procent | Räddningar | Insläppta mål | Matcher  | Nollor | Källa |
| ------------------ | --------- | ------------------ | ---------- | ------------- | -------- | ------ | ----- |
| 2003               | –         | –                  | –          | –             | 0 av 26  | –      |       |
| 2004               | 3         | 80%                | 73         | 18            | 17 av 26 | 5      | SvFF  |
| 2005               | 7         | 75%                | 80         | 26            | 26 av 26 | 7      | SvFF  |
| 2006               | 2         | 80%                | 103        | 25            | 25 av 26 | 9      | SvFF  |
| 2007               | 4         | 81%                | 101        | 24            | 26 av 26 | 6      | SvFF  |
| 2008               | 9         | 74%                | 88         | 31            | 23 av 30 | 4      | SvFF  |
| 2009               | 11        | 74%                | 107        | 37            | 25 av 30 | 9      | SvFF  |
| 2010               | 16        | 74%                | 86         | 30            | 23 av 30 | 7      | SvFF  |
| 2011               | 16        | 73%                | 100        | 37            | 29 av 30 | 10     | SvFF  |

### Övriga meriter
- Två allsvenska slutsegrar (2003 och 2005)
- Två slutsegrar i Svenska cupen (2004, 2005)
- 25 A-landskamper[19] för Gambia.

* Touray var med i truppen säsongen 2003 men spelade aldrig någon ligamatch.